# Кутия
Кутията е вид съд във форма на правоъгълна призма, използвана за съхранение или транспортиране на различно съдържание. Размерът на кутията може да варира – от малка (като кибритена кутия) до размер на голям уред – и може да се използва за различни цели, вариращи от функционални до декоративни.
Кутиите могат да бъдат направени от различни типично трайни материали, като дърво и метал, въпреки че често срещаните нетрайни материали включват гофрирани влакна и картон. Гофрираните метални кутии обикновено се използват като транспортни контейнери. Кутиите от картон могат да се разграждат, и следователно не са вредни за околната среда.
Кутиите обикновено са с правоъгълна форма, с правоъгълно напречно сечение, въпреки че кутията може да има и квадратна, удължена, кръгла или овална форма. Кутиите могат също да имат наклонени или куполовидни горни повърхности или вертикални ръбове и не са последователно направени по квадрат. Квадратните и правоъгълни кутии все още са много по-често срещани от други форми, поради чисто практични съображения.
Кутиите могат да се отварят и затварят с капаци, вратички или отделящи се капаци. Те могат да бъдат затворени с лепила, ленти или по-декоративни или сложно функциониращи механизми, като винтове, закопчалки или катинари.

#### Пластмасова кутия - характеристики и предназначение
Пластмасовата кутия е широко използвано решение за съхранение и транспортиране на различни видове стоки. Изработена от здрави и устойчиви материали, тя предлага сигурност и дълготрайност, което я прави предпочитан избор в различни индустрии. Едно от основните предимства на пластмасовите кутии е тяхната лекота, което ги прави лесни за пренасяне и подреждане. Те са също така устойчиви на влага, химикали и корозия, което ги прави подходящи за съхранение на стоки в различни условия.
В областта на складирането пластмасовите кутии са незаменим инструмент за организация на инвентара. Те позволяват лесно подреждане на стелажи и оптимизиране на складовото пространство. Благодарение на стандартизираните им размери и възможността за подреждане една върху друга, те подобряват логистиката и улесняват процесите по товарене, разтоварване и транспортиране. Това ги прави ключов елемент в ефективното управление на складовите операции.

## Галерия
- Кашони
- Кутия за зърнени храни
- Цигарена кутия
- Гофрирана кутия за съхранение на архиви
- Кутия за питие
- Кутия за мляко
- Шоколадова кутия (бонбониера)
- Китайска седефена лакова кутия с изрисувани божури, династия Мин
- Кутии за храна
- Аквариум
- Подвижна кутия
- Кутия за пури
- Къщичка за гнездене на птици
- Гофрирана кутия със сгъваем капак за пица
- Кутия за сок
- Кутия за пудра в стил Ар нуво, ок. 1902 г.
- Кутии за торти
- Стояща пощенска кутия от 1856 г., Англия
- Библиотечна кутия за връщане на книги